# 6767 Shirvindt
6767 Shirvindt eller 1983 AA3 är en asteroid i huvudbältet som upptäcktes den 6 januari 1983 av den rysk-sovjetiska astronomen Ljudmila Karatjkina vid Krims astrofysiska observatorium på Krim. Den är uppkallad efter den ryske skådespelaren Aleksandr Sjirvindt.
Asteroiden har en diameter på ungefär sex kilometer.